# Rawlinna
Rawlinna is een plaats op de Nullarborvlakte in West-Australië. Het ligt langs de Trans-Australian Railway, 910 kilometer ten oosten van Perth, 448 kilometer ten westnoordwesten van Eucla en 713 kilometer ten noordoosten van Esperance. In 2021 telde Rawlinna 33 inwoners.

## Geschiedenis
Ten tijde van de Europese kolonisatie leefden de Murunitja Aborigines in het gebied.
Edward John Eyre trok met Aboriginesgids Wylie in 1841 door de streek toen hij de Nullarborvlakte doorkruiste.
Nadat West-Australië op 1 januari 1901 tot het gemenebest Australië toetrad vroeg het om een spoorwegverbinding met de oostelijke staten. Tussen 1912 en 1917 werd de Trans-Australian Railway aangelegd. Rawlinna was een van de plaatsen waar spoorwegarbeiders in tenthuizen werden gehuisvest. Rawlinna, een Aborigineswoord, betekende vermoedelijk "wind". Er werd ook een onderhoudspost voor stoomlocomotieven gevestigd. Op 28 april 1916 werd er een postkantoor geopend. In 1918 werd er een bakoven gebouwd en een hospitaalwagon geplaatst. In de hospitaalwagon werd een apotheker en later een verpleegster gehuisvest. Op 9 februari 1920 opende een schooltje. Tussen 1921 en 1924 werden twintig woningen voor spoorwegarbeiders gebouwd.
Vanaf 1927 werd een telegraaflijn langs de spoorweg aangelegd. In Rawlinna werd een grondstation gevestigd. Op 10 december 1928 landde een eerste vliegtuig in Rawlinna. Om de vliegtuigen te kunnen bevoorraden werd er in 1930 een ondergrondse opslagtank gebouwd. De telegraaflijn kwam dat jaar ook in dienst. De verlichting van het spoorwegstation van Rwalinna werd van het telegraafstation afgetakt.
Op 5 september 1941 brandde het spoorwegstation van Rawlinna af. Er werd onmiddellijk een nieuw tijdelijk station gebouwd. In oktober 1951 werden de stoomlocomotieven door diesellocomotieven vervangen waardoor er minder nood aan water, kolen en onderhoud was. Tegen maart 1952 werkten daardoor nog slechts 6 arbeiders in de onderhoudspost, tegenover 20 enkele maanden tevoren. De bakoven ging in maart 1954 buiten dienst. In 1962 begon Hugh G. MacLachlan 'Rawlinna Station'. Het zou  uitgroeien tot de grootste schapenboerderij van Australië, 10.000 km² groot met tot soms 80.000 schapen.
Het schooltje werd in 1963 vervangen door een nieuw groter schoolgebouw.  In 1965 werden de watertoren en de bakoven afgebroken. Een koelinstallatie waar konijnen in bewaard werden brandde af. In augustus dat jaar kreeg Rawlinna een elektriciteitscentrale. In 1970 werd een ontziltingsinstallatie voor grondwater in bedrijf genomen. Vanaf dat jaar werd het gebruik van de telegraaflijnen vervangen door het gebruik van de radio. De telegraaflijnen bleven nog tot in de jaren 1980 als back-up behouden. In 1983 werd een nieuw gemeenschapshuis gebouwd.
In 1995 werd de school gesloten. Er woonde nog één familie in Rawlinna in 1996. Op het einde van de jaren 1990 startte 'Loongana Lime' net ten noorden Rawlinna met de productie van kalk uit kalksteen. In 2013 was de kalksteengroeve alweer gesloten.

## Transport
Rawlinna ligt een kleine 200 kilometer van de Eyre Highway af. Het kan vanuit Kalgoorlie ook over de onverharde Trans-Access Road bereikt worden. 
Begin 2020, na een dagenlang rijverbod vanwege brandgevaar op de Eyre Highway, gingen er stemmen op om de naast de Trans-Australian Railway lopende Trans-Access Road te verharden.
Rawlinna is het eindpunt van de Connie Sue Highway, een 650 kilometer lang onverhard pad dat vanuit Warburton door de Nullarborvlakte en de grote Victoriawoestijn loopt.
De Indian Pacific van het bedrijf Journey Beyond verbindt Perth met Adelaide en Sydney en maakt een toeristische stop in Rawlinna.
Ten zuiden van Rawlinna ligt een startbaan, Rawlinna Airport (ICAO: YRAW).

## Klimaat
Rawlinna kent een koud woestijnklimaat, BWk volgens de klimaatclassificatie van Köppen. De gemiddelde jaarlijkse temperatuur bedraagt 17,9 °C en de gemiddelde jaarlijkse neerslag ligt rond 208 mm.

## Galerij

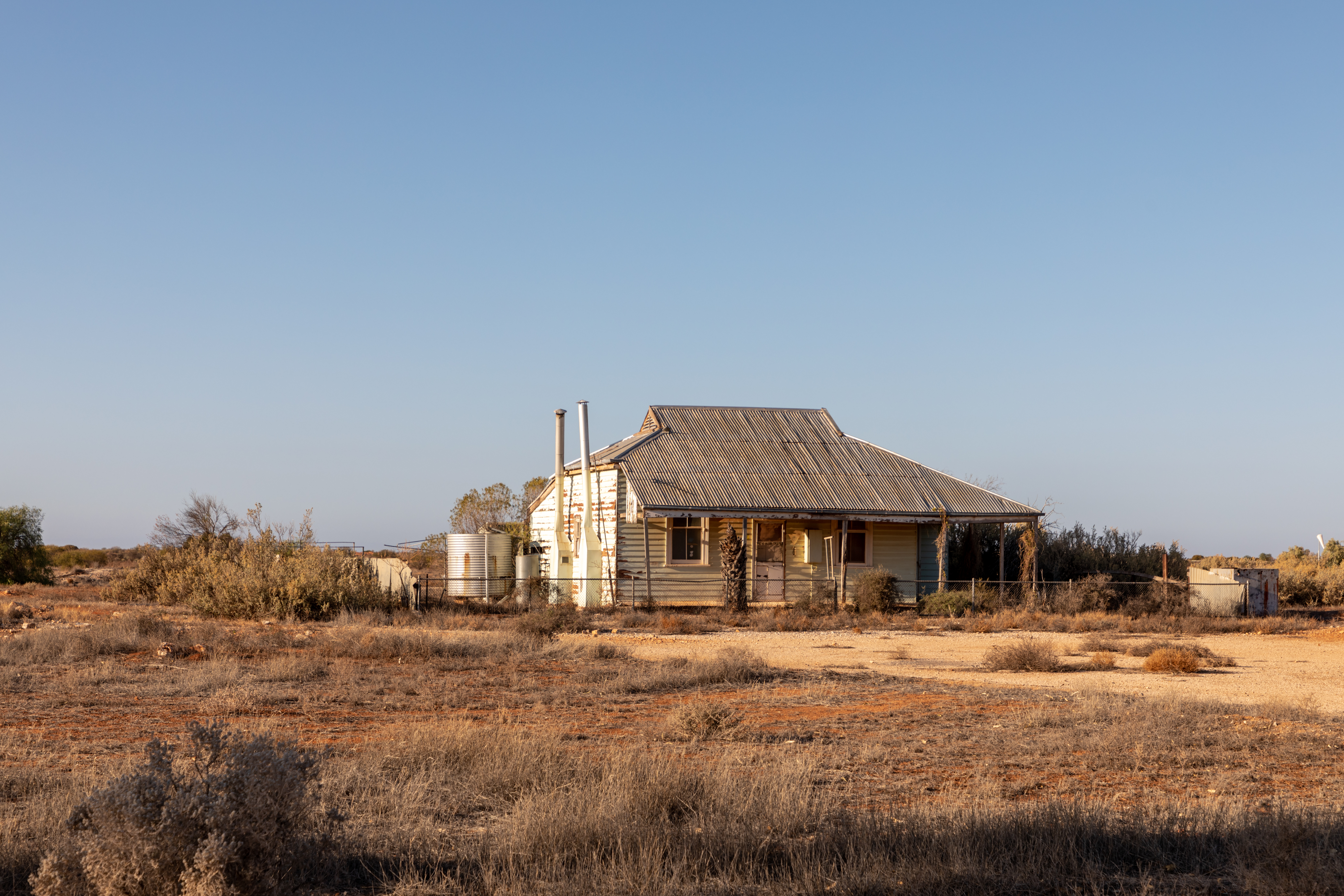
woning in Rawlinna
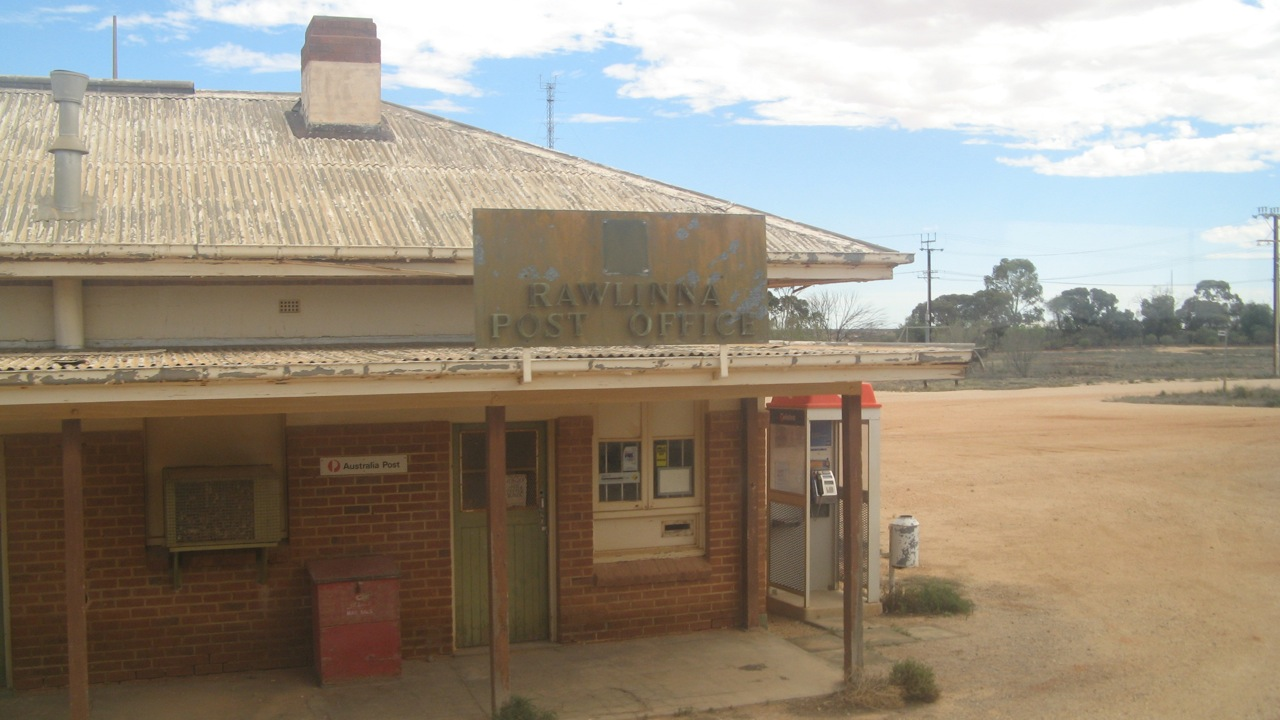
voormalig postkantoor
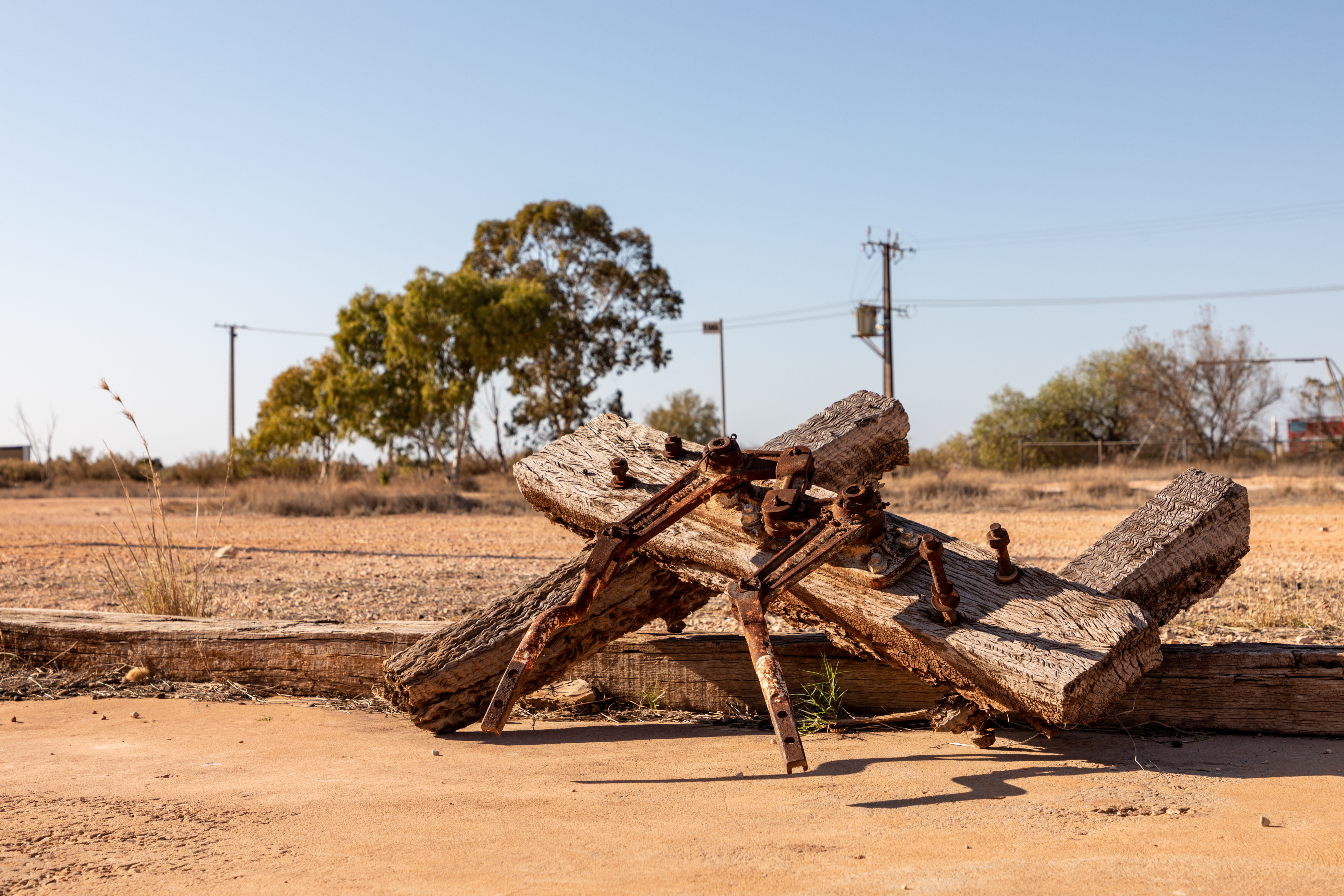
rondslingerende spoorwegstoestellen
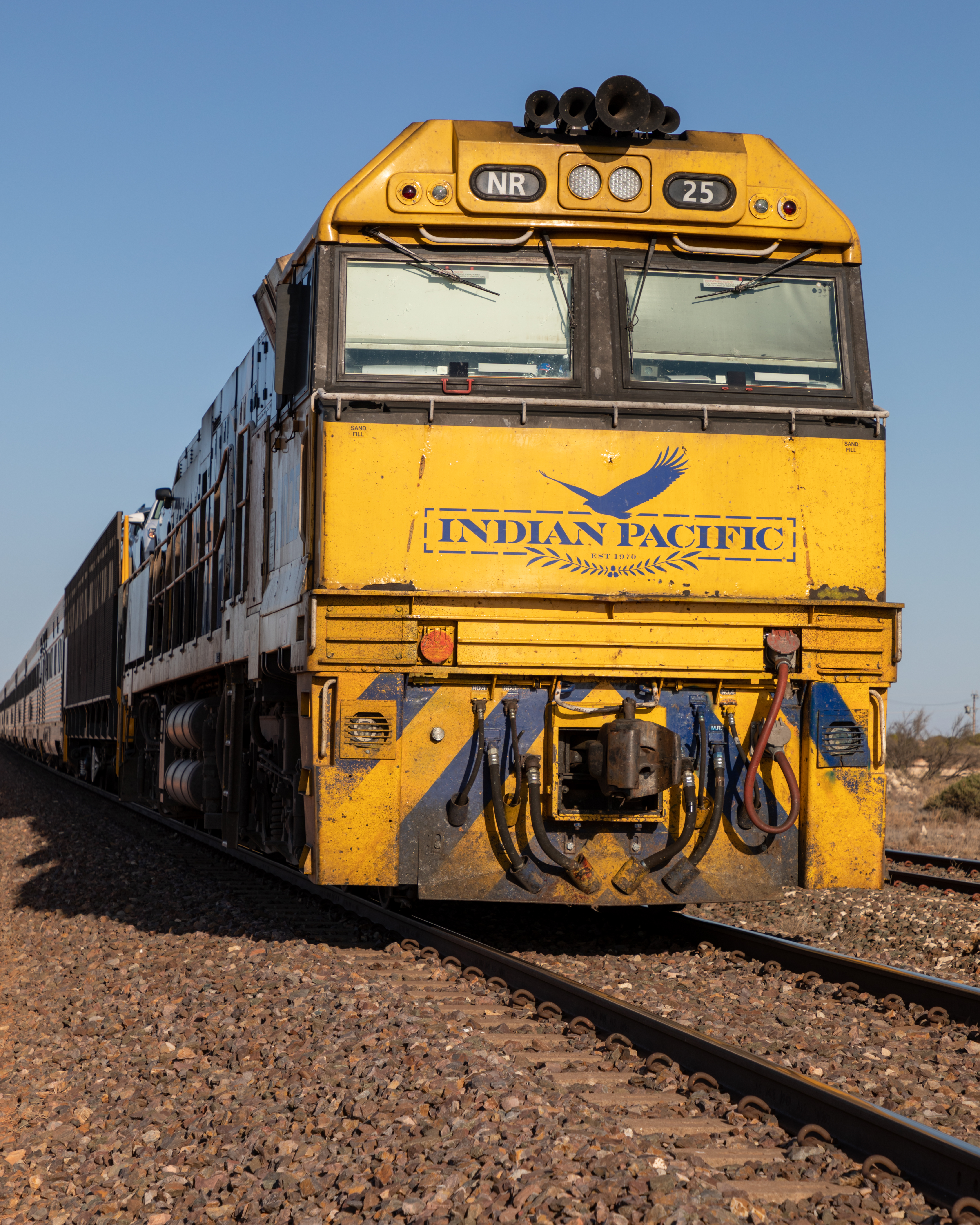
Indian Pacific
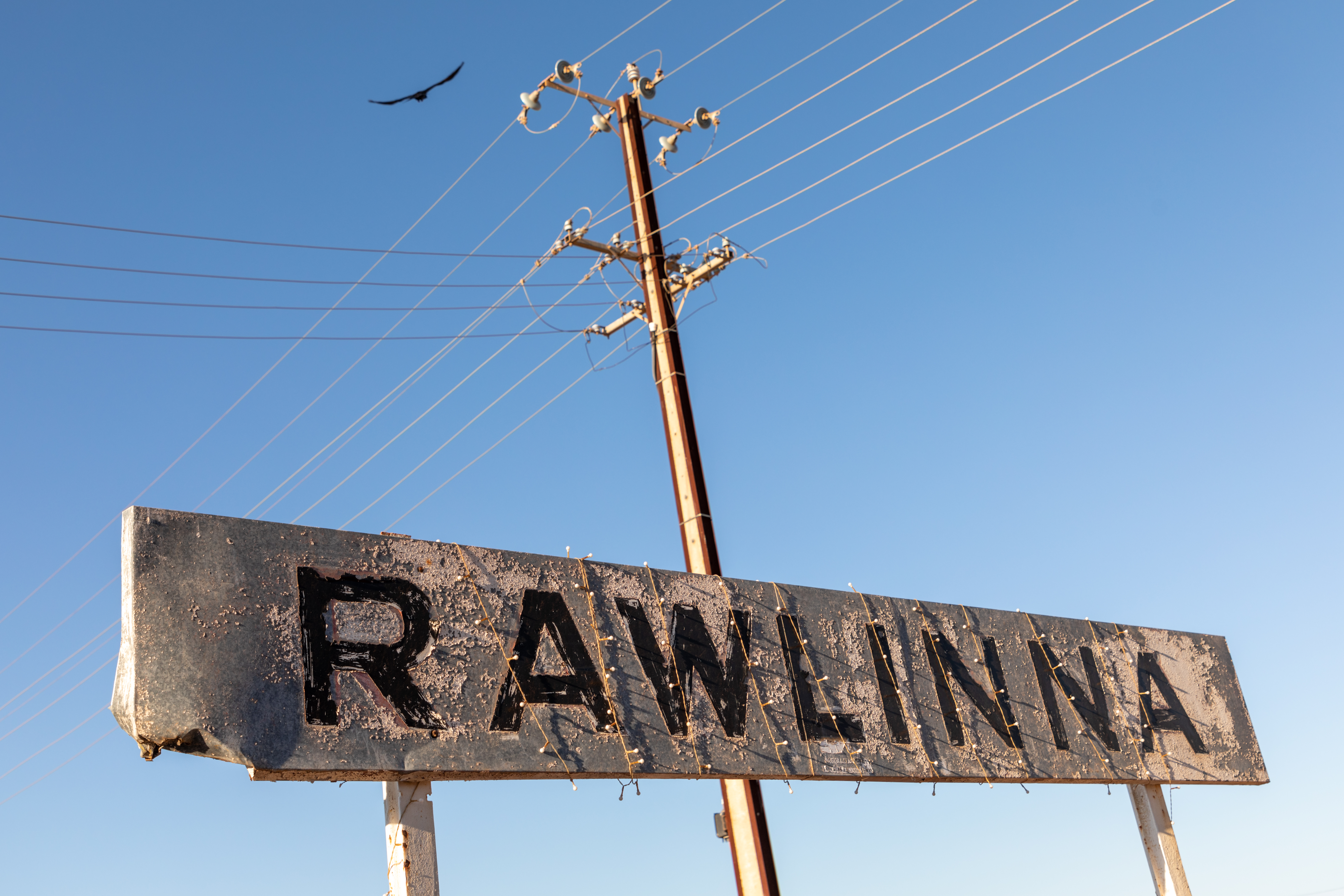
aanduiding spoorwegstation
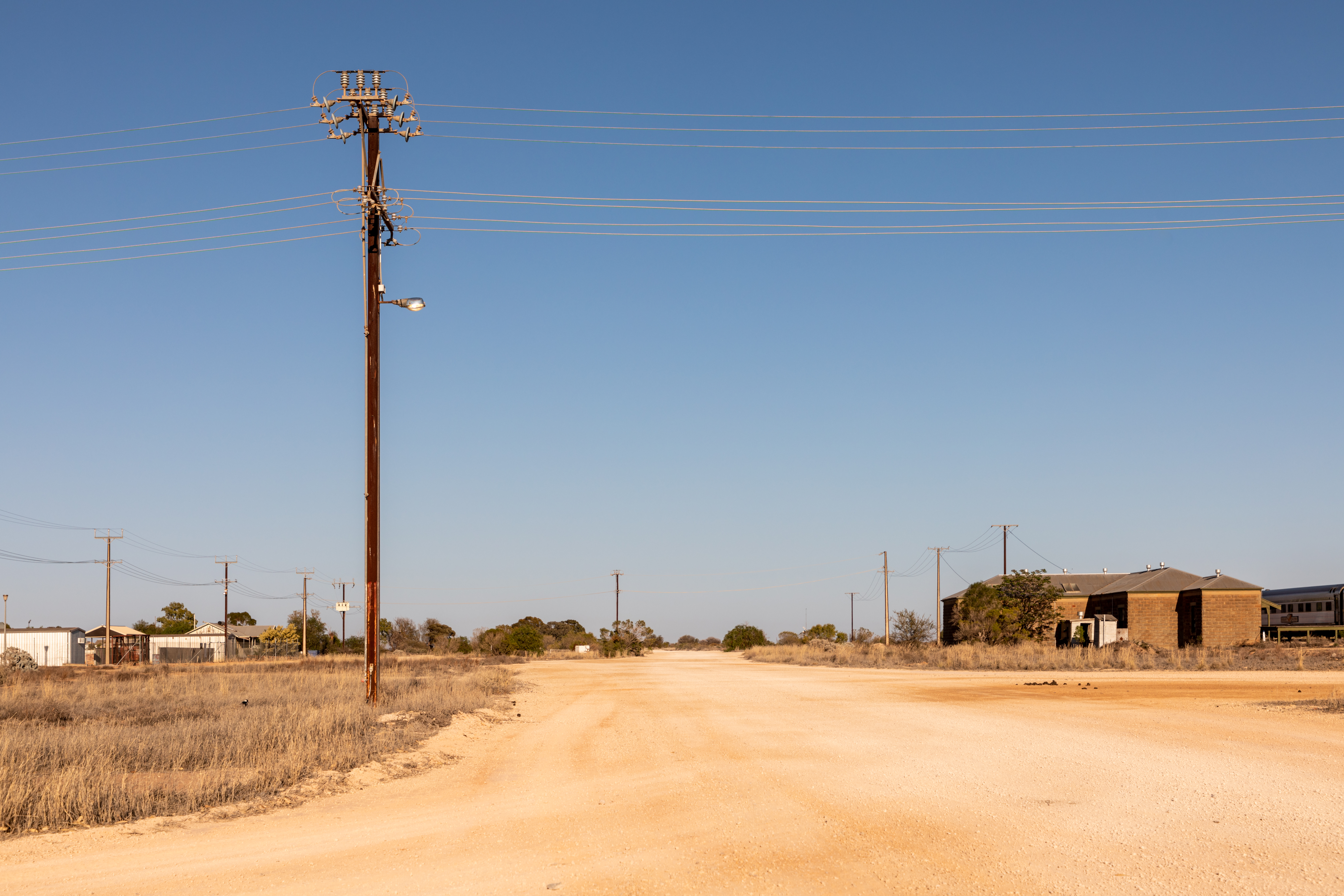
Trans Access Road in Rawlinna

Agnew · Balagundi · Balgarri · Bardoc · Beria · Black Flag · Bonnie Vale · Boorara · Boulder · Broad Arrow · Buldania · Bullabulling · Bulong · Burbanks · Burtville · Callion · Cascade · Comet Vale · Condingup · Coolgardie · Coonana · Cosmo Newbery · Cundeelee · Dalyup · Davyhurst · Duketon · Dundas · Dunnsville · Esperance · Eucla · Eulaminna · Euro · Feysville · Forrest · Gibson · Gindalbie · Golden Ridge · Goongarrie · Grass Patch · Gudarra · Gwalia · Higginsville · Hopetoun · Israelite Bay · Jerdacuttup · Kalgoorlie · Kambalda · Kambalda West · Kanowna · Kathleen · Kintore · Kookynie · Kurnalpi · Kunanalling · Kundana · Kurrajong · Kurrawang · Lakewood · Laverton · Lawlers · Leinster · Leonara · Linden · Londonderry · Loongana · Malcolm · Menzies · Mertondale · Mount Burges · Mount Ida · Mount Margaret · Mount Morgans · Mulgarrie · Mulwarrie · Mulline · Mungari · Munglinup · Murrin Murrin · Niagara · Norseman · Ora Banda · Princess Royal · Ravensthorpe · Rawlinna · Salmon Gums · Scaddan · Sir Samuel · Tampa · Vivien · Warburton · Waverley · Widgiemooltha · Windanya · Wingellina · Woodarra · Yarri · Yerilla · Yunndaga · Yundamindera · Zanthus